# Atletismo nos Jogos Mundiais Militares de 2011 - Arremesso de disco masculino
A competição do arremesso de disco masculino nos Jogos Mundiais Militares de 2011 aconteceu no dia 23 de julho no Estádio Olímpico João Havelange.

## Medalhistas[1]
| Ouro   | IRN Mahmoud Samimi   |
| Prata  | QAT Rashid Al-Dosari |
| Bronze | JOR Musaba Momani    |

## Final[1]
| Pos.              | Atleta                  | País                   | Tempo | Notas |
| ----------------- | ----------------------- | ---------------------- | ----- | ----- |
| Medalha de ouro   | Mahmoud Samimi          | Irão                   | 61.36 |       |
| Medalha de prata  | Rashid Al-Dosari        | Catar                  | 61.21 |       |
| Medalha de bronze | Musaba Momani           | Jordânia               | 60.97 |       |
| 4                 | Giovanni Faloci         | Itália                 | 59.52 |       |
| 5                 | Sultan M. Aldawodi      | Arábia Saudita         | 58.15 |       |
| 6                 | Hannes Kirkler          | Itália                 | 57.46 |       |
| 7                 | Oleskii Semeno          | Ucrânia                | 57.37 |       |
| 8                 | Siarhei Rohanau         | Bielorrússia           | 57.24 |       |
| 9                 | Jesus Parejo            | Venezuela              | 54.59 |       |
| 10                | Piotr Malachowski       | Polónia                | 53.67 |       |
| 11                | Basharat Ali            | Paquistão              | 51.56 |       |
| 12                | Rashid Almeqbaali       | Emirados Árabes Unidos | 49.35 |       |
| 13                | Lukas Jost              | Suíça                  | 49.28 |       |
| 14                | Andrii Semenov          | Ucrânia                | 48.54 |       |
| 15                | Adama Camara            | Senegal                | 38.89 |       |
| 16                | Jorge Luis Chacon Bueno | Colômbia               | 34.51 |       |